# Fjordgård
Fjordgård (eller Fjordgard) är ett fiskeläge och en tidigare tätort i Senja kommun i Troms fylke i norra Norge. Orten ligger vid änden av fylkesväg 7884, på västra sidan av Ørnfjorden, på den norra delen av ön Senja.
Tidigare har byn tillhört dåvarande Hillesøy kommun, därefter dåvarande Lenviks kommun.